# Tuy (provincie)
Tuy is een provincie van Burkina Faso gelegen in de regio Hauts-Bassins. De hoofdstad is Houndé.

## Bevolking
Tuy telde in 2006 224.159 inwoners. In 2019 waren dat er naar schatting 329.000.

## Geografie
De provincie heeft een oppervlakte van 5639 km². Ze is onderverdeeld in zeven departementen:  Houndé, Békuy, Béréba, Boni, Founzan, Koti en Koumbia.

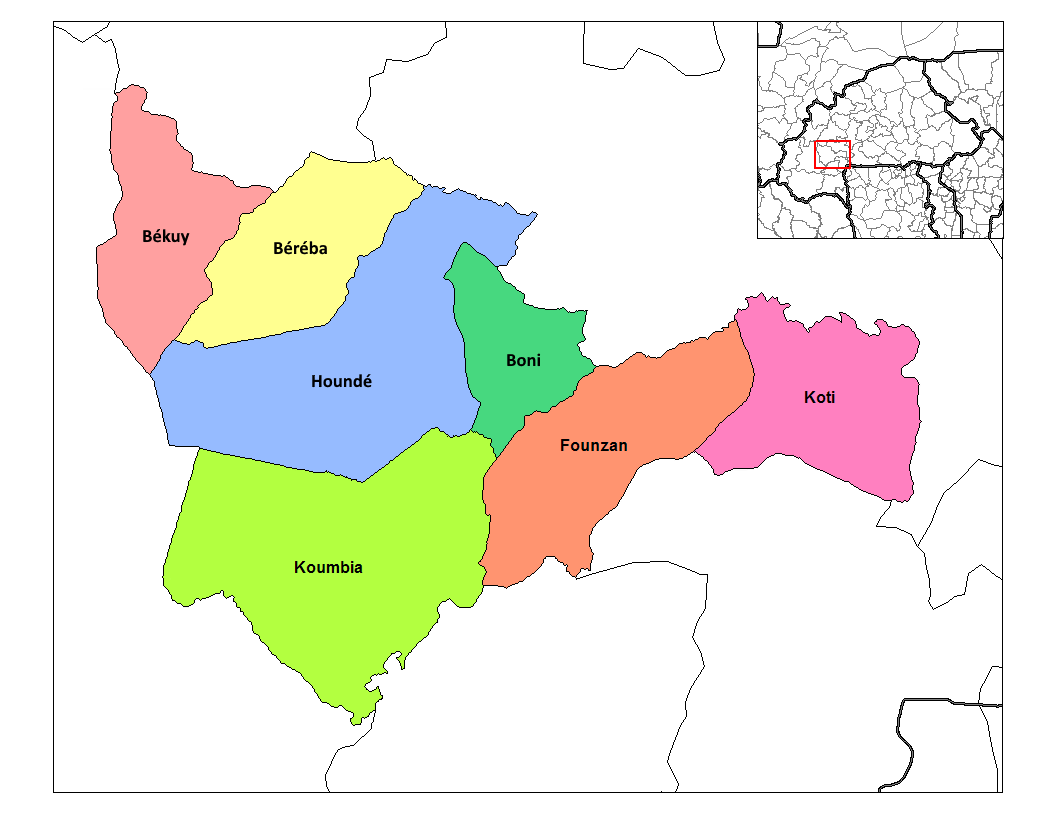
Departementen van Tuy

Balé · Bam · Banwa · Bazéga · Bougouriba · Boulgou · Boulkiemdé · Comoé · Ganzourgou · Gnagna · Gourma · Houet · Ioba · Kadiogo · Kénédougou · Komondjari · Kompienga · Kossi · Koulpélogo · Kouritenga · Kourwéogo · Léraba · Loroum · Mouhoun · Nahouri · Namentenga · Nayala · Noumbiel · Oubritenga · Oudalan · Passoré · Poni · Sanguié · Sanmatenga · Séno · Sissili · Soum · Sourou · Tapoa · Tuy · Yagha · Yatenga · Ziro · Zondoma · Zoundwéogo